# Zinc (Arkansas)
Zinc est une municipalité du comté de Boone, dans l'État de l'Arkansas aux États-Unis. Elle est le siège du Ku Klux Klan, et est souvent considérée comme la ville la plus raciste des États-Unis.

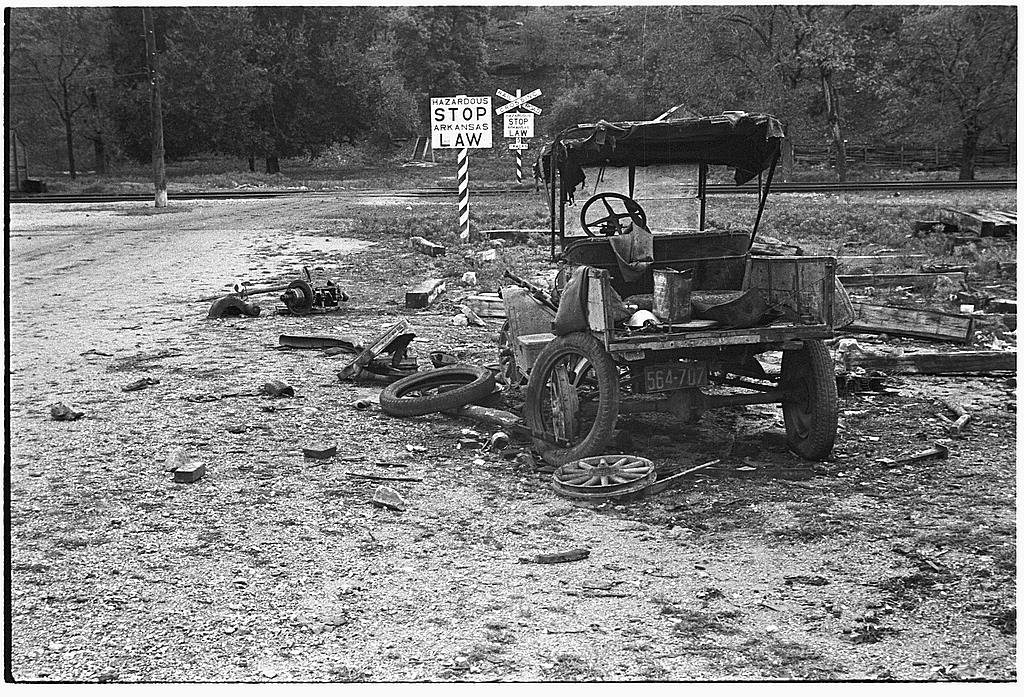
Zinc, Arkansas, 1944

## Population et société

### Démographie
| 1910 | 1920 | 1930 | 1940 | 1950 | 1960 |
| ---- | ---- | ---- | ---- | ---- | ---- |
| 173  | 144  | 188  | 119  | 99   | 68   |

| 1970 | 1980 | 1990 | 2000 | 2010 | 2020 |
| ---- | ---- | ---- | ---- | ---- | ---- |
| 58   | 113  | 91   | 76   | 103  | 92   |